# Braakberg
Braakberg es una montaña de 645,5 metros de alto en el Harz, en Alemania central, que se encuentra a unos 2,4 km al norte de Lonau en el distrito de Osterode am Harz, en el estado de Baja Sajonia. Al norte de las transiciones de Braakberg en la cordillera conocida como Auf dem Acker.
El Braakberg forma la divisoria de aguas entre los ríos de Große Steinau y Lonau Kleine.
Las laderas más altas de la montaña están cubiertas de abetos, los más bajos con muchas hayas. Se encuentra totalmente dentro del parque nacional de Harz.